# 耶魯 (密歇根州)
耶魯（英語：Yale）是一個位於美國密歇根州聖克萊爾縣的城市。

## 人口
根據2020年美國人口普查的數據，耶魯的面積為3.58平方千米，當中陸地面積為3.56平方千米，而水域面積為0.02平方千米。當地共有人口1903人，而人口密度為每平方千米532人。